# تاریخ یونان
تاریخ یونان تاریخ سرزمینی که امروزه کشور یونان است و نیز تاریخ مردم یونان و مناطقی که آن‌ها در طول تاریخ بر آن حکومت کردند را شامل می‌شود.
عموماً چنین پنداشته می‌شود که نخستین قبایل سخنور به زبان نیا-یونانی بین اواخر هزارهٔ سوم پیش از میلاد و نیمهٔ اول هزارهٔ دوم پیش از میلاد، احتمالاً در حدود ۱۹۰۰ پیش از میلاد تا ۱۶۰۰ پیش از میلاد، به سرزمینی اصلی یونان وارد شدند. هنگامی که تمدن میسنی شکل گرفت، ساکنان این منطقه مردمان مختلف غیر یونانی‌زبان و مردم بومی پیشایونانی بودند که به کشاورزی اشتغال داشتند.
تمدن یونانی از نظر جغرافیایی در دوران اوجش، از یونان تا مصر و تا کوه‌های هندوکش در افغانستان گسترده بود و پس از آن نیز اقلیت‌هایی در قلمروهای سابق یونان و دیگر مستعمرات یونانی، باقی ماندند؛ مثلاً در ترکیه، ایران، آلبانی، ایتالیا، لیبی، شام، ارمنستان و گرجستان. در دوران هلنی به ویژه در عصر سلوکیان بسیاری از مردم یونان به‌خصوص از طبقه اشراف و نجیب‌زادگان به سمت شرق و فلات ایران مهاجرت کردند، همچنین مهاجران یونانی در جوامع مختلفی در آمریکای شمالی، استرالیا، اروپای شمالی، آفریقای جنوبی و… ادغام شده‌اند.

## یونان پیش از تاریخ

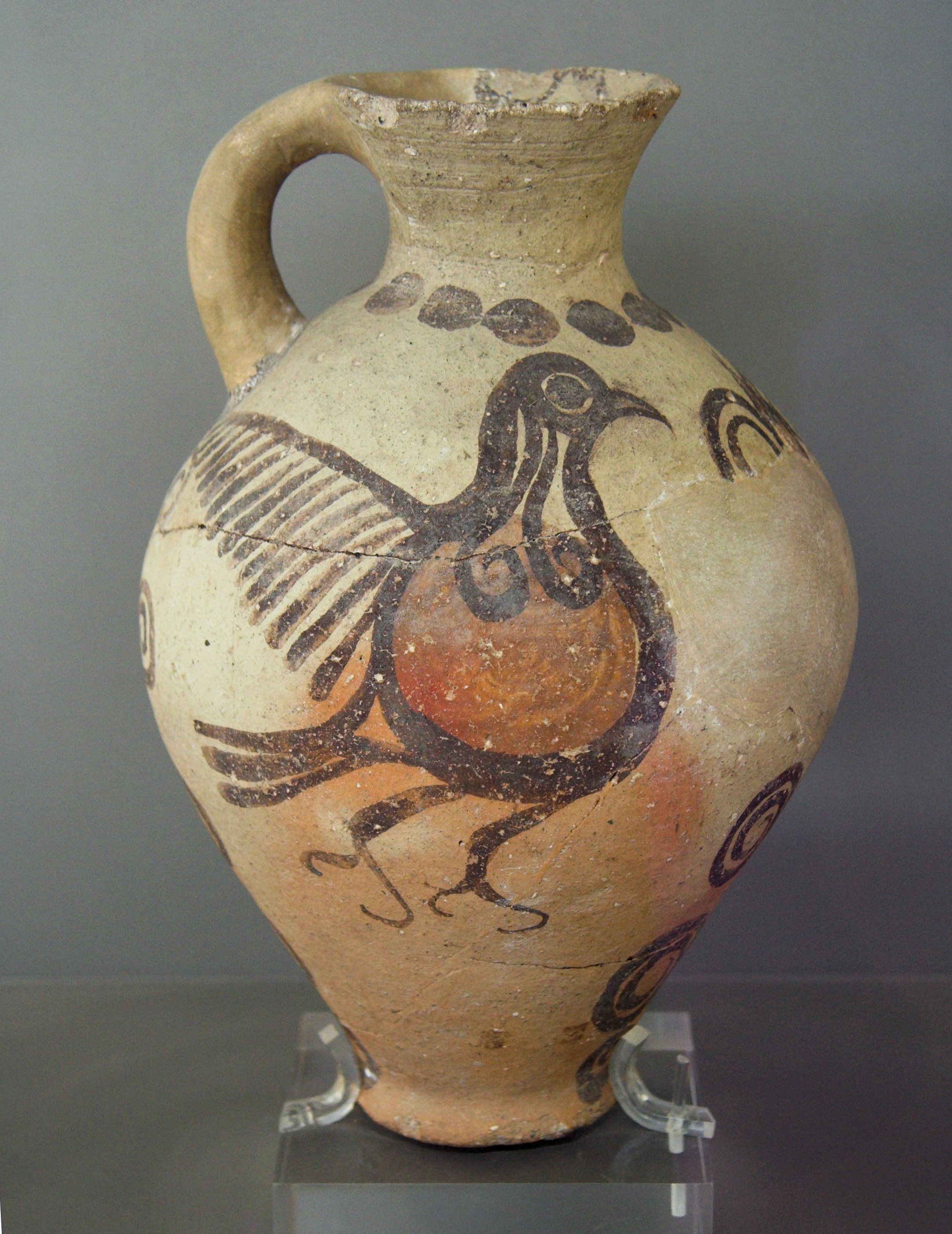
کوزه با پرنده، نمونه‌ای از هنر سیکلدیز، حدود ۱۶۰۰ پیش از میلاد، موزه باستان‌شناسی ملی آتن.

### نوسنگی
انقلاب نوسنگی در آغاز هزارهٔ هفتم پیش از میلاد، از طریق یونان و بالکان به اروپا رسید. برخی از جوامع نوسنگی در جنوب‌شرق اروپا همچون سسکلو در یونان، در سکونت‌گاه‌های غنی با جمعیت‌های ۳٬۰۰۰–۴٬۰۰۰ تن زندگی می‌کردند. عصر نوسنگی یونان با رسیدن عصر برنز از آناتولی و شرق نزدیک، در اواخر سدهٔ ۲۸ پیش از میلاد، پایان یافت.
در حدود سال ۲۱۰۰ پیش از میلاد، نیاهندواروپاییان، شبه‌جزیرهٔ یونان را از شمال و شرق، تصرف کردند. این مردمان تمدن میسنی را بنیان نهادند و گویشوران اولیهٔ زبان یونانی بودند.

### عصر برنز

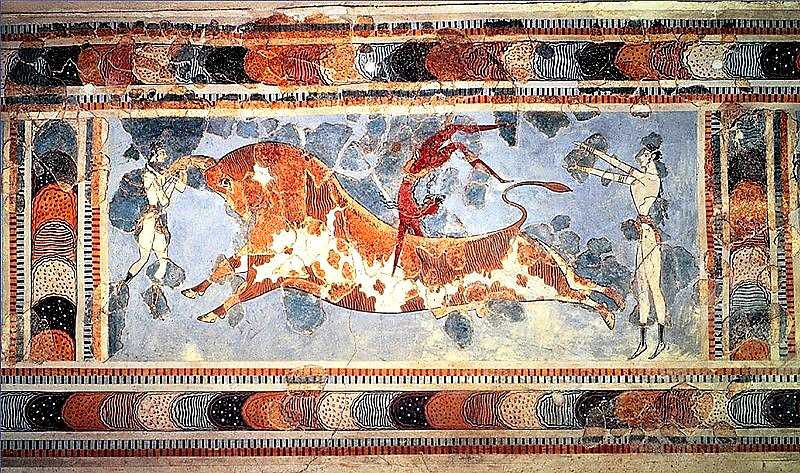
نقاشی آبرنگ یافت‌شده در محوطهٔ مینوسی کنوسوس.

#### تمدن‌های سیکلدیز و مینوسی
یکی از تمدن‌های اولیهٔ محدودهٔ یونان، تمدن مینوسی‌ها در کرت بود که از سال ۲۷۰۰ پیش از میلاد تا سال ۱۴۵۰ پیش از میلاد، به‌طول انجامید.
اطلاعات دربارهٔ مینوسی‌ها اندک است، حتی نام این تمدن را نیز پژوهشگران کنونی به‌مناسبت مینوس، شاه افسانه‌ای کرت بر آن نهادند. آن‌ها در کرت و چند جزیرهٔ کوچک دیگر در جنوب دریای اژه ساکن بودند و زبان‌شان را با خط ترسیمی A نوشته بودند+. آن‌ها مردمانی تجارت‌پیشه و بازرگان بودند که با مردم سرزمین‌های دیگر به تجارت می‌پرداختند و برخی نیز به شکلی از کشاورزی دسته‌جمعی می‌پرداختند. مدارک باستان‌شناختی نشان می‌دهد که تمدن مینوسی پس از سال ۲۰۰۰ پیش از میلاد آغاز به رشد کرد. در این دوره بود که کاخ‌های بزرگی ساخته‌شد و از این کاخ‌ها برای مقاصد سیاسی، اجتماعی، مذهبی و آیینی استفاده می‌شد.
هنگامی که یونانی‌های میسنی به کرت حمله کردند، بسیاری از مشخصه‌های فرهنگی و تمدنی را از مینوسی‌ها اقتباس کردند. تمدن مینوسی که از نظر زمانی مقدم بر تمدن میسنی بود، در سال ۱۹۰۰ میلادی توسط آرتور ایوانز و با کاوش‌های باستان‌شناسی او که منجر به یافتن کنوسوس شد، در دورهٔ مدرن شناسایی قرار گرفت.

#### تمدن میسنی

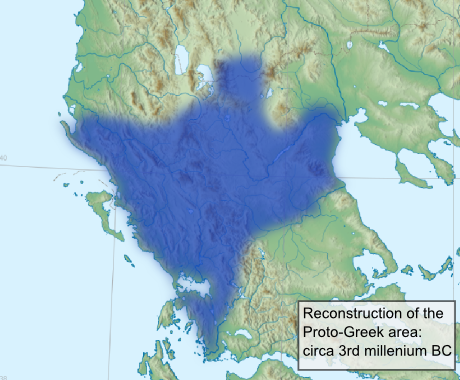
نقشهٔ پراکندگی زبان نیا-یونانی، براساس نظر ولادیمیر گورگیف.

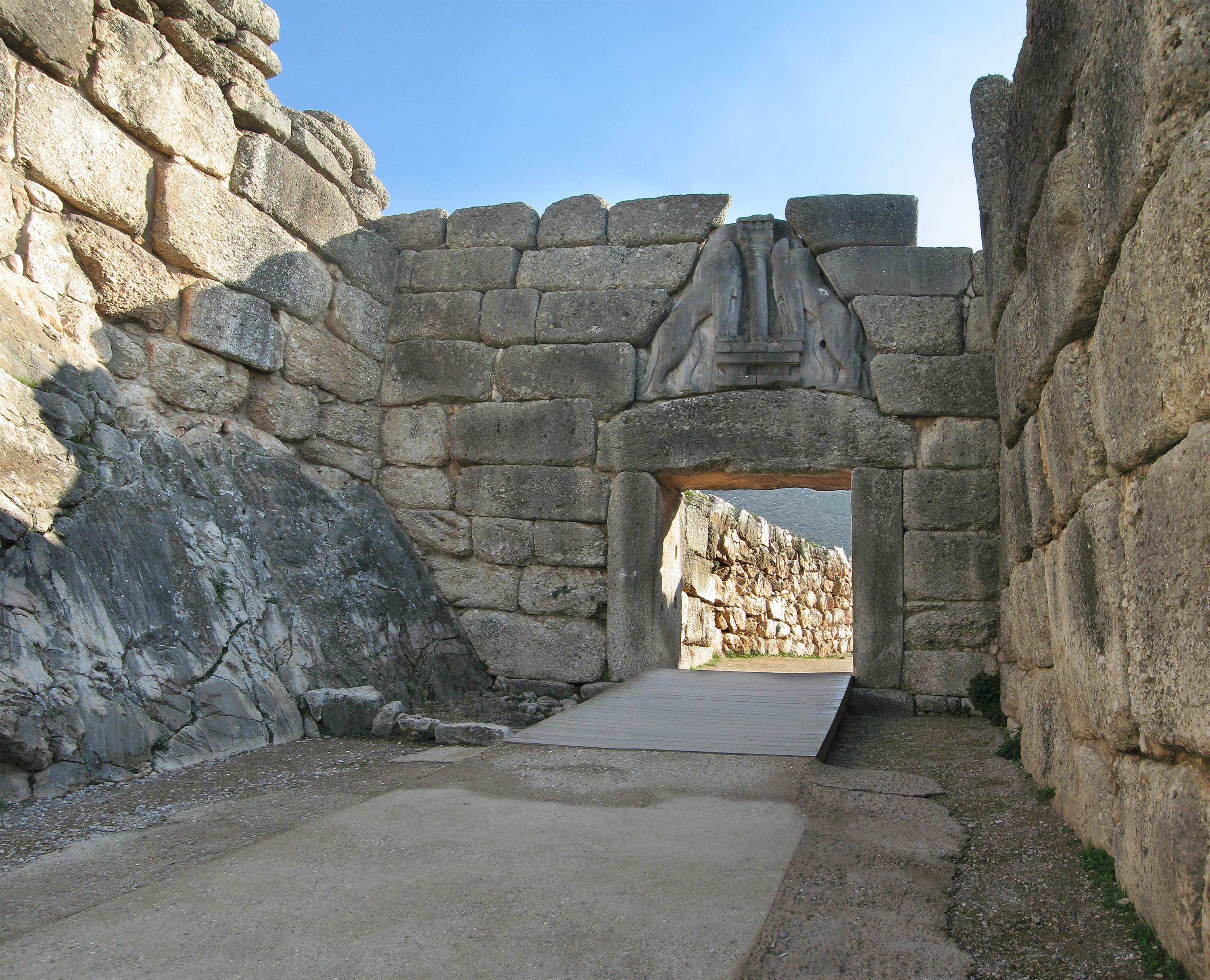
دروازهٔ شیر، موکنای.

چنین تصور می‌شود که مردم نیا-یونانی (میسنی‌ها) در اواخر هزارهٔ سوم تا اوایل هزارهٔ دوم پیش از میلاد به شبه‌جزیرهٔ یونان وارد شده‌باشند. آن‌ها که در آغاز از خطی استفاده می‌کردند که اونز آن را خط ترسیمی B نامید، از نظر فرهنگی و تمدنی، در مقایسه با مینوسی‌ها عقب‌مانده‌تر بودند. میسنی‌ها به گله‌داری و کشاورزی اشتغال داشتند و با فلزکاری و پیشه‌های دیگر، نظیر سفال‌گری و پارچه‌بافی، آشنا بودند. خانواده‌ها و گروه‌های گسترده‌تری همچون طایفه‌ها و قبیله‌ها، ساختار اجتماعی آن‌ها را تشکیل می‌داد.
اما در کرت، میسنی‌ها در حدود سال ۱۴۰۰ پیش از میلاد به مینوسی‌ها حمله کردند و به این تمدن خاتمه دادند. تمدن میسنی تمدن عصر برنز در یونان باستان است.

## یونان باستان

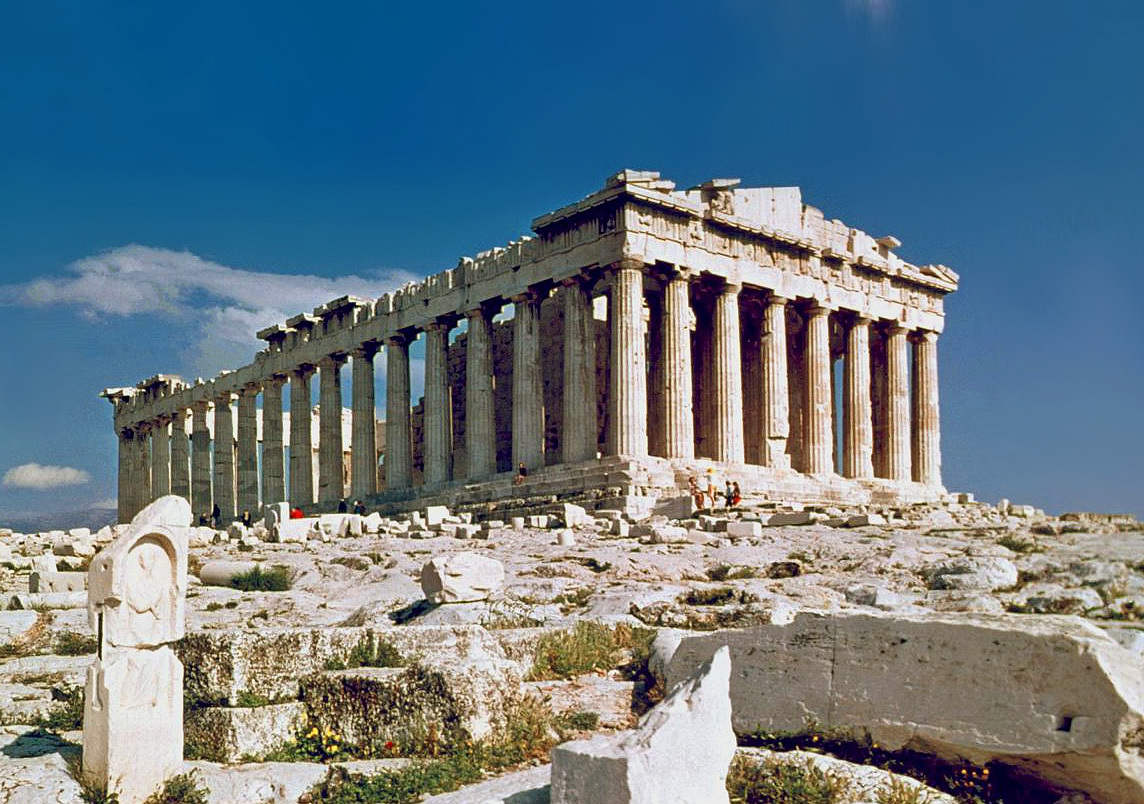
آکروپولیس.

یونان باستان یکی از تمدن‌های باستانی است که از دوران ابتدایی در سدهٔ ۸ و ۶ پیش از میلاد آغاز می‌شود و به اروپای دوران قدیم (حدود ۶۰۰ میلادی) ختم می‌شود. در کاربرد عمومی، به همهٔ دوران تاریخ یونان پیش از امپراتوری روم یونان باستان گفته می‌شود.
سهمی که یونان باستان در تمدن بشر دارد ادبی و فلسفی و علمی است. آتنی‌ها بیشتر مردمی هنرمند و فکور بودند تا جنگجو و سیاست‌مدار، و برای همین هنرهای زیبا و ادبیات نغزی ایجاد کردند که تا امروز مردم دنیا را لذت می‌بخشد. فلسفهٔ آنان در مسیحیت نیز نفوذ داشته و در طرز تفکر مغرب زمین مؤثر بوده‌است. ایشان در علوم طبیعی نیز اطلاعات قابل‌توجهی به‌دست آورده بودند. در آموزش و پرورش، یونانیان به ارزش اخلاقی انسان و پرورش تن و روان در آن واحد و میانه‌روی در هرچیز اهمیت بسیار می‌دادند. آموزشگاه‌های آنان برای مغرب آسیای صغیر و مدیترانه شرقی سرمشق شد و همین‌که جمهوری و سپس امپراتوری روم پدید آمدند، رومیان سازمان مدارس و روش آموزش و پرورش یونانیان را اقتباس کردند و مدت‌ها جوانان رومی در دانشگاه‌های یونان به‌تحصیل پرداختند و، بدین‌ترتیب، وسیلهٔ بسط و توسعهٔ نفوذ ادبی و علمی یونان در تمام حوزهٔ مدیترانه شدند.

### دوران ابتدایی

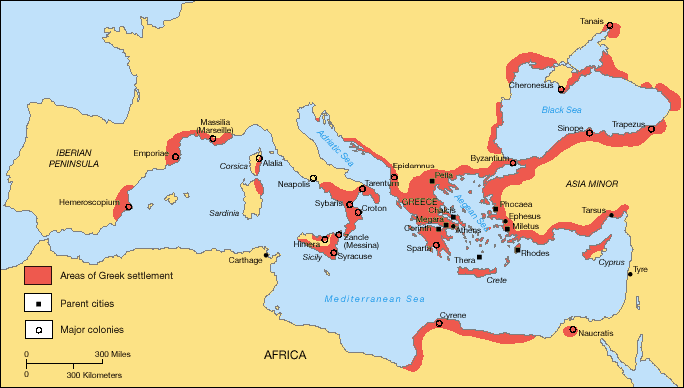
سرزمین یونان و مستعمرات در دوران ابتدایی تاریخ یونان.

پژوهش‌های باستان‌شناختی نشان می‌دهند که جمعیت یونان در سدهٔ هشتم پیش از میلاد به‌شدت افزایش یافته‌بود و به همین دلیل، لزوم تغییرات در شیوه‌های کشاورزی ضرورت یافت و علاوه بر این، دریانوردی و تجارت نیز رونق گرفت. سومین نتیجهٔ رشد جمعیت، ادغام روستاهای بزرگ و توسعهٔ شهرها بود که به زایش دولت-شهر انجامید.
یونانیان پس از آشنایی با فنیقیان، که مردمانی دریانورد بودند، الفبای فنیقی را از آن‌ها اخذ کردند و با دادن تغییراتی در آن، الفبای یونانی را اختراع کردند. یونانی‌ها الفبای فنیقی را که مبتنی بر حروف صامت بود، با زبان خود سازگار کردند و برخی از آن‌ها را علامت مصوت خواندند و حروف جدیدی نیز به آن اضافه کردند؛ با این خط از سدهٔ ۹ پیش از میلاد شروع به نوشتن شد.
دورهٔ ابتدایی تاریخ یونان را می‌توان دوره‌ای شرق‌گرایانه نامید، که یونان در حاشیهٔ دولت‌های شرقی همچون امپراتوری آشوری نو قرار داشت. ازاین‌روی، تأثیرات شرقی بسیاری از نظر فرهنگی، دینی، اسطوره‌ای و هنری بر یونان وجود داشت. از نظر باستان‌شناختی نیز، هنر این دوره را می‌توان هنر هندسی نامید.

### برده داری
در یونان به شخصی برده گفته می‌شد که
1. اهل آتن نباشد یعنی پدر و مادرش آتنی نباشد و در عین حال جزو «انسان آزاد» محسوب نشود
2. مردان آزاد در آتن به اشخاصی گفته می‌شد که برای گذران زندگی نیاز به کار نداشته باشد
3. زن‌ها و کودکان برده محسوب می‌شدند

برده در آتن از اهالی «پولیس» (مدینه یا دولت شهر) محسوب نمی‌شود و لذا نه حق رای و نه حق قانون گذاری دارد. پیش از به قدرت رسیدن پریکلس حاکم آتن شخصی با نام افبالتس بود که توانست یک کرسی برای عوام در مجلس سنا آتن مهیا کند اما جبهه الیگارشی، افیالتس را کشت و پریکلس اشرافی را به قدرت رساند. ارسطو فیلسوف اهل آتن در رساله سیاست معتقد بود که نژاد یونانی (آتنی) می‌بایست مردم نژادهای دیگر را به برده بگیرد.

### دموکراسی
دموکراسی که در فلسفه یونانی در کنار آریستوکراسی (حکومت اشراف) تیموکراسی (حکومت جاه طلبان) قرار داشت و مشتق از دو کلمه «دموس» و «کراسی» بود.
در مفاهیم ابتدایی تمدن یونان باستان «دموس» به معنای مردم است اما نکته بسیار مهم آن است عده ای که به آنها لفظ مردم گفته می‌شود عاری از هر گونه نیاز اقتصادی و جزو طبقه اشراف با ماهیت نوپا و شهری آن هستند در این میان تنها سی و پنج هزار نفر از اهالی آتن اند که به آنها مردم گفته می‌شود.
دموکراسی یونانی ذیل مفهوم نیست انگارانه فلسفه یونان مطرح می‌گردد و مهم‌ترین ویژگی ماهوی آن غفلت از ساحت قدسی حق است، دموکراسی رابطه مستقیم با مفهوم طبیعت در جهان بینی یونانی دارد و لذا هیچ مقامی برای قدرت مافوق طبیعت قائل نیست.